# 상쾌한 아침
《상쾌한 아침》은 대한민국 한국방송공사의 라디오 채널 KBS 쿨FM(수도권 FM 89.1MHz)과 KBS 해피FM(전국, 수도권 기준 FM 106.1MHz, AM 603kHz)에서 매일 새벽 5시부터 아침 7시까지 방송되는 음악 전문 라디오 프로그램이다. 줄여서 상·아라고도 부르며, 손미나, 최원정, 백승주, 조수빈, 이지애, 정다은, 박소현 아나운서 등을 거쳐 2020년 3월 16일부터 2022년 12월 18일까지는 김도연 아나운서가 진행을 맡았고 2022년 12월 19일부터 2024년 3월 31일까지 이지연 아나운서가 진행을 맡았으며 2024년 4월 1일부터는 이슬기 아나운서가 진행을 맡고 있다.

## 코너
매일 코너
- 사연과 신청곡
- 오늘 이루고 싶은 한가지
- 상아 클릭
- 나의 주말 이야기

평일 코너
- 굿모닝 팝스 (2024년 7월 1일 ~ )

## 역대 DJ
현재 역대 DJ는 2024년 4월 1일을 기준으로 한다.
| 역대 | 진행자 | 출연 기간                           |
| ---- | ------ | ----------------------------------- |
| 1대  | 손미나 | 2002년 10월 21일 ~ 2003년 5월 11일  |
| 2대  | 최원정 | 2003년 5월 12일 ~ 2005년 10월 30일  |
| 3대  | 백승주 | 2005년 10월 31일 ~ 2008년 11월 16일 |
| 4대  | 조수빈 | 2008년 11월 17일 ~ 2009년 10월 25일 |
| 5대  | 이지애 | 2009년 10월 26일 ~ 2014년 4월 6일   |
| 6대  | 정다은 | 2014년 4월 7일 ~ 2017년 5월 28일    |
| 7대  | 박소현 | 2017년 5월 29일 ~ 2020년 3월 15일   |
| 8대  | 김도연 | 2020년 3월 16일 ~ 2022년 12월 18일  |
| 9대  | 이지연 | 2022년 12월 19일 ~ 2024년 3월 31일  |
| 10대 | 이슬기 | 2024년 4월 1일 ~ 현재               |

## 역대 방송시간
| 방송 채널           | 방송 기간                          | 방송 시간                  |
| ------------------- | ---------------------------------- | -------------------------- |
| KBS 쿨FM            | 2002년 10월 21일 ~ 2020년 8월 30일 | 매일 새벽 5:00 ~ 아침 6:00 |
| KBS 쿨FM KBS 해피FM | 2020년 8월 31일 ~ 2024년 6월 30일  | 매일 새벽 5:00 ~ 아침 6:00 |
| KBS 쿨FM KBS 해피FM | 2024년 7월 1일 ~ 현재              | 매일 새벽 5:00 ~ 아침 7:00 |

## 같이 보기
- 우리의 아침, 조경아입니다 (KBS 2라디오)
- 세상을 여는 아침 안주희입니다, 굿모닝FM 테이입니다 (MBC FM4U)
- 이인권의 펀펀투데이 (SBS 파워FM)
- 김용신의 그대와 여는 아침, 이수영의 12시에 만납시다 (CBS 음악FM)